# Chris Van der Drift
 (mars 2016).
Chris Van der Drift, né le 8 mars 1986 à Hamilton en Nouvelle-Zélande, est un pilote automobile qui possède la double nationalité néerlandaise et néo-zélandaise.

## Biographie
Chris Van der Drift commence le karting à l'âge de sept ans et en 1994, il effectue sa première année chez les cadets. A partir de là, il a remporté six championnats de Nouvelle-Zélande et six championnats de l'île du Nord jusqu'en 2002. 
Après dix ans de karting en Nouvelle-Zélande et deux ans en Australie en 2001 (avec Jika) et 2002 (avec Ford Kart Stars), sans sponsor, la montée vers des championnats automobiles de renom lui est difficile.
Le 1er août 2010, lors du Grand Prix d'Angleterre de Superleague Formula disputé à Brands Hatch, il est victime d'un spectaculaire accident lorsqu'il décolle sur la voiture de Julien Jousse et vient percuter la passerelle de la ligne droite de Paddock Hill. Il s'en tire avec quelques fractures mineures (cheville droite et doigt ainsi que des côtes fêlées) .

## Carrière en monoplace
| Saison                                                                        | Championnat                  | Écurie              | Courses | Victoires | Pole positions | Meilleurs tours | Podiums | Points | Classement |
| ----------------------------------------------------------------------------- | ---------------------------- | ------------------- | ------- | --------- | -------------- | --------------- | ------- | ------ | ---------- |
| 2004                                                                          | Formule BMW ADAC             | Team Rosberg        | 20      | 0         | 0              | 0               | 8       | 168    | 4e         |
| 2005                                                                          | Formule BMW ADAC             | Team Rosberg        | 20      | 1         | 0              | 1               | 5       | 149    | 4e         |
| 2006                                                                          | Formula Renault 2.0 Eurocup  | JD Motorsport (en)  | 14      | 2         | 2              | 1               | 6       | 91     | 2e         |
| 2006                                                                          | Formula Renault 2.0 NEC      | JD Motorsport (en)  | 14      | 4         | 7              | 4               | 7       | 267    | 2e         |
| 2007                                                                          | International Formula Master | JD Motorsport (en)  | 16      | 2         | 1              | 2               | 7       | 65     | 2e         |
| 2008                                                                          | International Formula Master | JD Motorsport (en)  | 16      | 6         | 6              | 8               | 10      | 101    | Champion   |
| 2008-2009                                                                     | GP2 Asia Series              | Trident Racing      | 3       | 0         | 0              | 0               | 0       | 5      | 18e        |
| 2008-2009                                                                     | A1 Grand Prix                | Team New Zealand    | 4       | 0         | 0              | 0               | 0       | 36     | 7e         |
| 2009                                                                          | Formula Renault 3.5 Series   | Epsilon Euskadi     | 17      | 0         | 0              | 0               | 1       | 41     | 11e        |
| 2010                                                                          | Superleague Formula          | Olympiacos CFP      | 18      | 4         | 2              | 3               | 10      | 21     | 4e*        |
| 2010                                                                          | Superleague Formula          | Galatasaray S.K     | 3       | 0         | 0              | 0               | 0       | 21     | 13e*       |
| 2011                                                                          | Superleague Formula          | Team New Zealand    | 3       | 0         | 0              | 0               | 0       | 116    | 7e*        |
| 2011                                                                          | Formula Renault 3.5 Series   | Mofaz Racing        | 7       | 0         | 0              | 0               | 1       | 43     | 12e        |
| 2012                                                                          | Auto GP                      | Manor MP Motorsport | 12      | 1         | 0              | 0               | 4       | 127    | 4e         |
| Entre 2013 et 2020, Van der Drift ne dispute aucune compétition en monoplace. |                              |                     |         |           |                |                 |         |        |            |
| 2021                                                                          | Toyota Racing Series         | Tasman Motorsports  | 3       | 0         | 1              | 0               | 2       | 71     | 9e         |
| 2021                                                                          | New Zealand TCR Championship | TrackTec Racing     | 3       | 2         | 0              | 0               | 0       | 199    | Champion   |
| 2023                                                                          | Formule Régionale Océanie    | Hamilton Motorsport | 3       | 0         | 0              | 0               | 0       | 0†     | n.c        |

- * Classement par écuries (pas de classement individuel).
- † Van der Drift étant un pilote invité, il était inéligible pour marquer des points.